# Gran Concepción
Gran Concepción er et storbyområde i Chile med en befolkning på ca. 1,1 million (2010).
Det er det trediestørste storbyområde i Chile efter Santiago og Valpariso storbyområder. Gran Concepción omfatter ti storbykøbstader: Concepción, Talcahuano, San Pedro de la Paz, Penco, Tomé, Coronel, Lota, Chiguayante, Hualqui og Hualpén. 

## Ekstern henvisning
- Infome del INE, Chile: Ciudades, Pueblos, Aldeas y Caseríos. 2005 (PDF & ZIP) (spansk)

- Wikimedia Commons har flere filer relateret til Gran Concepción

region:CL 36°49′S 73°03′V / 36.817°S 73.050°V